# Luisa (Vorname)
Luisa ist ein weiblicher Vorname.

## Herkunft und Bedeutung
→ Hauptartikel: Ludwig
Bei Luisa handelt es sich um die weibliche Variante des spanischen Namens Luis, der auf den Ludwig zurückgeht.

## Verbreitung
Der Name Luisa ist in erster Linie in Spanien und Italien, aber auch in Armenien und der Schweiz weit verbreitet.
In Spanien war der Name insbesondere zu Beginn des 20. Jahrhunderts beliebt. Seit den 1960er Jahren sank seine Popularität immer stärker. Heute wird er nur noch selten vergeben.
Auch in Italien sank die Beliebtheit des Namens in den vergangenen Jahren, jedoch ist er nach wie vor mäßig beliebt. Im Jahr 2020 belegte Luisa Rang 184 der Hitliste.
In Österreich zählt der Name seit 2010 zu den 50 beliebtesten Mädchennamen. Als bislang höchste Platzierung erreichte der Name in den Jahren 2018 und 2019 Rang 15 der Hitliste.
In der Schweiz gehört Luisa seit 2007 zu den 100 meistvergebenen Mädchennamen. Im Jahr 2020 belegte er Rang 62 der Hitliste. Seltener wird der Name auch in der Schreibweise Louisa gewählt.
In Portugal ist der Name in der Schreibweise Luísa sehr beliebt.
In Deutschland kam der Name in den 1980er Jahren in Mode. Insbesondere in den 2010er Jahren erfreute er sich großer Beliebtheit. Im Jahr 2021 belegte er Rang 21 der Hitliste. Besonders in der Region Süddeutschland ist der Name beliebt. Ungefähr 3/4 der Namensträger tragen den Namen in der Schreibweise Luisa, während 25 % die französische Schreibweise Louisa tragen.

## Varianten
- Englisch: Louisa
- Französisch Louisa
- Katalanisch: Lluïsa
- Polnisch: Luiza
- Portugiesisch: Luísa
  - Brasilianisch: Luiza
- Rumänisch: Luiza

Für weitere Varianten: siehe Luise und Ludwig

## Namensträger

### Luisa
- Luisa Maria Gonzaga (1611–1667), Ehefrau zweier polnischer Könige
- Luisa von Guzmán (1613–1666), spanische Adlige und Ehegattin des Königs von Portugal
- Luisa Carlota von Bourbon-Sizilien (1804–1844), Prinzessin beider Sizilien
- Luisa Maria von Bourbon-Sizilien (1773–1802), Großherzogin der Toskana
- Maria Luisa Gabrilla von Savoyen (1688–1714), savoyardische Prinzessin und durch Heirat von 1701 bis zu ihrem Tod Königin von Spanien
- María Luisa de Borbón (1745–1792), spanische Kaiserin des Heiligen Römischen Reichs, siehe Maria Ludovica von Spanien
- Maria Luisa von Spanien (1782–1824), Königin von Etrurien und Regentin für ihren Sohn
- Luisa Bergalli (1703–1779), italienische Dichterin und Librettistin
- Luisa Capetillo (1879–1922), puerto-ricanische Feministin und Anarchistin
- Luisa Della Noce (1923–2008), italienische Schauspielerin
- Luisa Ortega Díaz (* 1958), venezolanische Juristin, von 2007 bis 2017 Generalstaatsanwältin
- Luísa Diogo (* 1958), mosambikanische Politikerin
- Luisa Famos (1930–1974), Schweizer Schriftstellerin
- Luisa Fernandez (* 1961), spanischstämmige Popsängerin
- Luisa Fiedler (* 1952), Hamburger Politikerin (SPD)
- Luisa Francia (* 1949), deutsche Autorin, Filmemacherin und Malerin
- Luisa Futoransky (* 1939), argentinische Dichterin und Schriftstellerin
- Luisa Gnecchi (* 1953), Südtiroler Politikerin, Gewerkschafterin und Frauenrechtlerin
- Luisa Hartema (* 1994), deutsches Fotomodell und Mannequin
- Luisa Iovane (* 1960), italienische Kletterin
- Luisa Liebtrau (* 1991), deutsche Schauspielerin
- Luisa Neubauer (* 1996), deutsche Klimaschutz-Aktivistin
- Luisa Nikolajewna Noskowa (* 1968), sowjetische und russische Biathletin und Olympiasiegerin
- Luisa Valenzuela (* 1938), argentinische Schriftstellerin und Journalistin
- Luisa Wietzorek (* 1986), deutsche Schauspielerin und Synchronsprecherin
- Luisa Zappa (* 1952), italienische Songschreiberin

### Luísa
- Ana Luísa Amaral (1956–2022), portugiesische Poetin, Literaturwissenschaftlerin und Übersetzerin
- Luísa Canziani (* 1996), brasilianische Politikerin
- Luísa Hanaê Matsushita (* 1984), brasilianische Popsängerin, bekannt als Lovefoxxx
- Luísa Queirós (* vor 1975), portugiesische Malerin
- Luísa Sobral (* 1987), portugiesische Sängerin und Komponistin
- Luísa Duarte Silva Teotónio Pereira, portugiesische Feministin und Aktivistin für Osttimor
- Luísa Todi (1753–1833), portugiesische Opernsängerin

### Luiza
- Luiza Andaluz (1877–1973), portugiesische katholische Ordensschwester
- Luiza Biktyakova (* 1982), usbekische Tennisspielerin
- Luiza Borac (* 1968), rumänische Pianistin
- Luiza Braz Batista (* 1989), brasilianisch-deutsche Schauspielerin, Tänzerin, Choreografin und Sängerin
- Luiza Erundina (* 1934), brasilianische Politikerin
- Luiza Galiulina (* 1992), usbekische Kunstturnerin
- Luiza Gega (* 1988), albanische Leichtathletin
- Luiza Pendyk (* 1970), polnische Fußballspielerin
- Luiza Pesjak (1828–1898), slowenische Schriftstellerin, Dichterin und Übersetzerin
- Luiza Złotkowska (* 1986), polnische Eisschnellläuferin

### Louisa
- Louisa Anne von Großbritannien, Irland und Hannover (1749–1768), britische Prinzessin
- Louisa Adams (1775–1852), US-amerikanische Präsidentengattin
- Louisa „Blue Lu“ Barker (1913–1998), US-amerikanische Jazz- und Bluessängerin
- Louisa Chafee (* 1991), US-amerikanische Seglerin
- Louisa Ghijs (1902–1985), belgische Operettensängerin und Schauspielerin
- Louisa Grauvogel (* 1996), deutsche Leichtathletin
- Louisa Harland (* 1993), irische Schauspielerin
- Louisa Herfert (* 1986), deutsche Schauspielerin
- Louisa Jacobson (* 1991), US-amerikanische Schauspielerin und Model
- Louisa Johnson (* 1998), britische Sängerin
- Louisa Krause (* 1986), US-amerikanische Schauspielerin
- Louisa Lamour (* 1986), Schweizer Pornodarstellerin
- Louisa Lippmann (* 1994), deutsche Volleyballspielerin
- Louisa Masciullo (* 1998), deutsche Reality-TV-Darstellerin, Moderatorin und Influencerin
- Louisa Matthíasdóttir (1917–2000), isländisch-amerikanische Malerin
- Louisa May Alcott (1832–1888), US-amerikanische Schriftstellerin
- Louisa Nöhr (* 1994), deutsche Fußballspielerin
- Louisa Specht-Riemenschneider (* 1985), deutsche Rechtswissenschaftlerin und Hochschullehrerin
- Louisa von Spies (* 1983), deutsche Schauspielerin
- Louisa Thiers (1814–1926), US-amerikanische Supercentenarian
- Louisa Wolf (* 1994), deutsche Handballspielerin